# Astragalus roemeri
Astragalus roemeri là một loài thực vật có hoa trong họ Đậu. Loài này được Simonk. miêu tả khoa học đầu tiên.